# مازن ابو شراره
مازن ابو شراره (عربی: مازن أبو شرارة؛ زادهٔ ۲۷ فوریهٔ ۱۹۹۱) یک بازیکن فوتبال اهل عربستان سعودی است.
از باشگاه‌هایی که در آن بازی کرده‌است می‌توان به باشگاه فوتبال القادسیه عربستان سعودی اشاره کرد.